# بخش دانمارک (شهرستان اشتابولا، اوهایو)
بخش دانمارک (به انگلیسی: Denmark Township) یک منطقهٔ مسکونی در ایالات متحده آمریکا است که در شهرستان آشتابولا، اوهایو واقع شده‌است.
 بخش دانمارک ۶۳٫۱ کیلومتر مربع مساحت و ۹۴۶ نفر جمعیت دارد و ۲۹۱ متر بالاتر از سطح دریا واقع شده‌است.